# Renée Duprel
Renee Duprel (Bellevue, 1965) is een wielrenner uit Verenigde Staten van Amerika.
Op de Wereldkampioenschappen baanwielrennen 1990 behaalde Duprel een tweede plek op het onderdeel sprint.